# فيليب كرستيتش
فيليب كرستيتش (بالألمانية: Filip Krstić) (24 سبتمبر 1988 في ألمانيا - ) هو لاعب كرة قدم ألماني في مركز قلب الدفاع. شارك مع منتخب صربيا تحت 17 سنة لكرة القدم ومنتخب صربيا تحت 19 سنة لكرة القدم. أما مع النوادي، فقد لعب مع أرمينيا بيليفيلد وإف إس في فرانكفورت وكارل زايس يينا ونادي أونترهاخينغ ونادي فالنسيا ونادي ليفورنو وArminia Bielefeld II ‏ وSV Babelsberg 03 ‏ وBerliner AK 07 ‏.

## وصلات خارجية
- فيليب كرستيتش على موقع قاعدة بيانات كرة القدم.إي يو (الإنجليزية)
- فيليب كرستيتش على موقع بيانات كرة القدم. دي إي (الألمانية)
- فيليب كرستيتش على موقع Soccerway.com (الإنجليزية)
- فيليب كرستيتش على موقع عالم كرة القدم.نت (الإنجليزية)